# Жужелица Эстрейхера
Жужелица Эстрейхера (лат. Carabus (Trachycarabus) estreicheri) — жук из семейства жужелиц.

## Описание
Длина тела 16—22 мм. Тело продолговатое. Окраска чёрная с бронзовым отливом. Надкрылья с красной или синей каймой. Предпоследний членик губных щупиков с 2 щетинками. Переднеспинка по бокам полностью окаймлена, с двумя краевидными порами. Надкрылья умеренно выпуклые, удлиненно овальные. На них имеются ряды ямок, промежутки между которыми покрыты мелкой зернистостью. Крылья редуцированы. Бедра черного цвета, реже красные.
Верхняя губа двухлопастная. Мандибулы широкие и короткие, с перед вершиной резко изогнутой внутрь. Челюстные щупики имеют слабо расширенный последний членик. Жгутик усиков покрыт густыми мелкими волосками.

## Ареал
Южная часть Центральной, Восточной Европы, Украина, Европейская часть России (лесостепь, степь), Западная Сибирь, в южных районах Зауралья. До зарегулирования реки Волги обитал во всех регионах Татарстана.
На Украине вид чаще всего встречается в лесостепной зоне и в северной подзоне степных районов. Находки вида отмечены в Луганской, Днепропетровской, Сумской, Одесской и других.

## Особенности биологии и экологии
Лесостепной — степной вид. Обитает на лугах, опушках, в балках, лесополосах, в мезофитной степи на не распаханных участках, в разреженных лесах. Размножение происходит в мае-июне в лесной подстилке. Жуки и личинки являются активными хищниками с сумеречной активностью — питаются преимущественно личинками насекомых. Зимуют имаго и, возможно, личинки старшего возраста. Жизненный цикл одно- и двухгодичный — личинки завершают своё развитие в августе.

## Замечания по охране
Вид занесён в Красную книгу Украины, как редкий вид.